# Чапейкіно
Чапе́йкіно (рос. Чапейкино, марій. Ӱлылсола) — присілок у складі Волзького району Марій Ел, Росія. Входить до складу Пет'яльського сільського поселення.

## Населення
Населення — 106 осіб (2010; 108 у 2002).
Національний склад (станом на 2002 рік):
- марі — 100 %